# Asociación de Atletismo del Alto Paraná
La Asociación de Atletismo del Alto Paraná (AAAP) es un club de atletismo ubicado en Ciudad del Este en Paraguay. El club está afiliado a la Federación Paraguaya de Atletismo. La mayoría de los atletas y los logros del club son de Maratón y carreras de larga distancia. La AAAP también organiza muchos eventos de maratón dentro de Ciudad del Este y Hernandarias, y también compite en maratones en la ciudad vecina Foz de Iguazú en Brasil. A nivel nacional la Asociación de Atletismo del Alto Paraná es el mejor club de atletismo del Paraguay junto a Club Sol de América y Paraguay Marathon Club.

## Historia

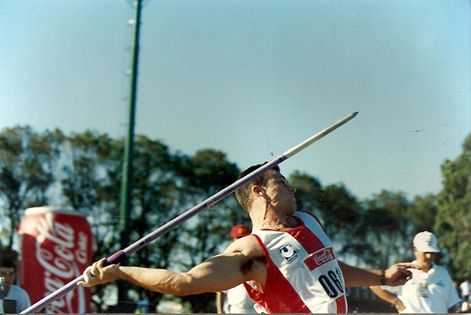
Ex lanzador de jabalina y recordista suramericano Édgar Baumann asistió en la organización del Torneo AAAP, un campeonato nacional de atletismo de la Federación Paraguaya de Atletismo organizado por la AAAP en noviembre de 2016.

El 2016 domostró ser una temporada exitoso para atletas de la AAAP. Maratonista Pedro Garay representó el país en dos encuentros: en el Campeonato Sudamericano de Maratón de 2016 y en el Campeonato Sudamericano de Media Maratón de 2016.
En La Copa Paz del Chaco disputado en Paraguarí, Garay también terminó en primer lugar del evento de 5000 metros con una marca de 17.32.9 mientras Arturo Abel Aguilar Oviedo logró primer puesto en los eventos de 800 metros y 400 metros, respectivament.
En la tercera fecha del Campeonato de la Familia Atlética la AAAP fue campeón de mayores en masucilino con 231 puntos, muy por delante de Villarrica Running Club (VRC) con 94 puntos, Club de Atletismo de Carapeguá (CAC) 91 puntos y Club de Atletismo de Paraguarí (CAP)con 75 puntos. Además, el campeón General del Campeonato de la Familia Atlética Interclubes fue la AAAP con 254 puntos.
En 2016 la AAAP fue el anfitrión de un campeonato nacional de atletismo de la Federación Paraguaya de Atletismo, disputado en noviembre de 2016. En la organización del torneo, la AAAP recibió apoyo de ex lanzador de jabalina y recordista suramericano Édgar Baumann, quien es residente de Ciudad del Este, la misma ciudad que se ubica la AAAP.

### International
| Atleta                         | País      | disciplina              | Honores | Referencia           |
| ------------------------------ | --------- | ----------------------- | --- | -------------------- |
| Pedro Wilfrido Garay Penayo    | Paraguay  | 3000 m, 5000 m, 10,000m | Campeonato Sudamericano de Cross Country de 2014, 1.er puesto en Maratón Nacional de Asunción de 2015, Campeonato Sudamericano de Atletismo de 2017 | [ 10 ] [ 11 ]        |
| Raúl Benítez                   | Paraguay  | 5000 m                  | Campeonato Sudamericano de Cross Country de 2014 y récord nacional en 2013                                                                          | [ 12 ]               |
| Ramón Aranda                   | Paraguay  | 10,000m                 | Campeonatos Sudamericanos de Cross Country de 1996, 1998, 1999 y 2001 y campeonato nacional en décadas pasadas                                      | [ 13 ]               |
| Enrique David Zalimben Gimenez | Argentina | Larga distancia         | Representantive de la AAAP en Campeonato Internacional de Foz de Iguazú                                                                             | [ 14 ] [ 15 ] [ 16 ] |
| José Francisco Bordon          | Paraguay  | 1500 m                  | Representante paraguayo a nivel sub-20 en el Campeonato Sudamericano de Cross Country de 2008                                                       | [ 17 ] [ 18 ]        |

### National
| Atleta                      | País     | disciplina     | Honores                                                                                        | Referencia    |
| --------------------------- | -------- | -------------- | ---------------------------------------------------------------------------------------------- | ------------- |
| Jesus Riveros               | Paraguay | 3000 m         | Campeonato nacional                                                                            | [ 19 ]        |
| Victor Gustavo Fleitas Vega | Paraguay | 3000 m, 5000 m | Campeonato nacional                                                                            | [ 10 ]        |
| William Aveiro              | Paraguay | 5000 m         | Campeonato nacional                                                                            | [ 20 ]        |
| Arturo Abel Aguilar Oviedo  | Paraguay | 5000 m, 1500 m | Campeonato nacional y 1.er puesto en Campeonato Nacional de Cross Country de 2015 (25-29 años) | [ 19 ] [ 10 ] |
| Manuel Princigalli Pico     | Paraguay | 400 m          | Campeonato nacional                                                                            | [ 21 ]        |

## Títulos
- 2016 – Campeón General del Campeonato de la Familia Atlética Interclubes fue la AAAP con 254 puntos.[8]

- 2015 – Campeonato Nacional de Cross Country: 2.º[22]